# Ferdinand Frankenberger
 Ferdinand Frankenberger  (* 25. September 1870 in Unterschwärzenbach, Gemeinde Tettenweis, Niederbayern; † 24. April 1956 in St. Florian am Inn, Oberösterreich) war ein Bauer und christlichsozialer Politiker.

## Leben
Frankenberger, dessen Bruder Reichstagsabgeordneter des Zentrums war, heiratete 1898 auf ein Bauerngut in St. Florian am Inn. Er war ein Landwirt, der sich vor allem genossenschaftlichen Aufgaben widmete. 1901 gründete er die Raiffeisenkasse in St. Florian und war deren Obmann bzw. Aufsichtsratsmitglied bis 1926, außerdem gründete er im Jahre 1918 die Lagerhausgenossenschaft Schärding. In der Zeit zwischen 1909 und 1919 war er Bürgermeister von St. Florian am Inn und außerdem Mitglied des Oberösterreichischen Landeskulturrates.
Bei der Gründung des Oberösterreichischen Bauernbundes wurde Frankenberger in den Vorstand gewählt und war einige Zeit Mitglied des Bundesvorstandes. 1918/1919 gehörte er der Provisorischen Landesversammlung Oberösterreich an und gleichzeitig der Provisorischen und anschließend der Konstituierenden Nationalversammlung an, nachdem er ab 1911 auch dem österreichischen Reichsrat angehört hatte.